# Lieutenant-gouverneur du Colorado
Le lieutenant-gouverneur du Colorado est numéro deux de l'exécutif du gouvernement de l'État du Colorado, juste après le gouverneur du Colorado. Le lieutenant-gouverneur remplace le gouverneur en son absence et lui succède en cas de vacance du poste. Il est élu sur un billet partisan (« ticket ») avec le gouverneur.
Après les élections de 1966, la Constitution du Colorado a été modifiée pour que l'élection  du gouverneur et lieutenant-gouverneur soient conjointe. Les candidats sont réunis dans un « ticket ». Avant cette modification, le candidat lieutenant gouverneur était élu séparément du gouverneur au cours de la même élection. Cela résultait parfois à un gouverneur et un lieutenant-gouverneur de différents partis politiques.

## Liste des lieutenants-gouverneurs du Colorado
| #  | Lt. Gouverneur             | Depuis | Jusqu'à  | Parti       | Notes |
| -- | -------------------------- | ------ | -------- | ----------- | --- |
| 1  | Lafayette Head             | 1877   | 1879     | Républicain | |
| 2  | Horace Austin Warner Tabor | 1879   | 1883     | Républicain | |
| 3  | William H. Meyer           | 1883   | 1885     | Républicain | |
| 4  | Peter W. Breene            | 1885   | 1887     | Républicain | |
| 5  | Norman H. Meldrum          | 1887   | 1889     | Démocrate   | |
| 6  | William Grover Smith       | 1889   | 1891     | Républicain | |
| 7  | William Story              | 1891   | 1893     | Républicain | |
| 8  | David H. Nichols           | 1893   | 1895     | Populist    | |
| 9  | Jared L. Brush             | 1895   | 1899     | Républicain | Namesake of Brush, Colorado. |
| 10 | Francis Patrick Carney     | 1899   | 1901     | Populist    | |
| 11 | David Courtney Coates      | 1901   | 1902     | Démocrate   | |
| 12 | Warren A. Haggott          | 1902   | 1903     | Républicain | |
| 13 | Jesse F. McDonald          | 1905   | 1905     | Républicain | En tant que lieutenant-gouverneur, McDonald est devenu gouverneur après la démission de deux gouverneurs Alva Adams et James Hamilton Peabody en moins de 24 heures les 16 et 17 mars 1905. Il a donc été lieutenant gouverneur moins de 24 hours. |
| 14 | Arthur Cornforth           | 1905   | 1905     | Républicain | En tant que président du sénat de l'État Cornforth est devenu lieutenant-gouverneur à la vacance de Jesse McDonald, qui a pris ses fonctions de gouverneur. Cornforth servi moins de trois mois parce que la Cour suprême de l'État a jugé que le président du Sénat devait assumer le rôle de lieutenant-gouverneur et Fred Parks a été choisi pour être président du sénat le dernier jour de la session. |
| 15 | Fred W. Parks              | 1905   | 1907     | Républicain | Par une décision de l'État de la Cour suprême Parcs a assumé le poste de lieutenant-gouverneur parce qu'il était le président dûment élu du Sénat de l'État le dernier jour de la session du Sénat en 1905. |
| 16 | Erastus Harper             | 1907   | 1909     | Républicain | |
| 17 | Stephen R. Fitzgarrald     | 1909   | 1915     | Démocrate   | |
| 18 | Moses E. Lewis             | 1915   | 1917     | Républicain | |
| 19 | James A. Pulliam           | 1917   | 1919     | Démocrate   | |
| 20 | George Stepham             | 1919   | 1921     | Républicain | |
| 21 | Earl Cooley                | 1921   | 1923     | Républicain | |
| 22 | Robert F. Rockwell         | 1923   | 1925     | Républicain | |
| 23 | Sterling Byrd Lacy         | 1925   | 1927     | Démocrate   | |
| 24 | George Milton Corlett      | 1927   | 1931     | Républicain | |
| 25 | Edwin C. Johnson           | 1931   | 1932     | Démocrate   | |
| 26 | Raymond Herbert Talbot     | 1933   | 1937     | Démocrate   | |
| 27 | Frank J. Hayes             | 1937   | 1939     | Démocrate   | |
| 28 | John Charles Vivian        | 1939   | 1943     | Républicain | Élu Gouverneur du Colorado 1943-1947. |
| 29 | William Eugene Higby       | 1943   | 1947     | Républicain | |
| 30 | Homer L. Pearson           | 1947   | 1949     | Démocrate   | |
| 31 | Walter Walford Johnson     | 1949   | 1950     | Republican  | A été Gouverneur du Colorado en 1950-1951 à la suite de la démission de William Lee Knous. |
| 32 | Charles P. Murphy          | 1950   | 1950     | Républicain | En tant que président du sénat de l'État, Murphy est devenu lieutenant-gouverneur quand Walter Walford Johnson est lui-même devenu gouverneur. |
| 33 | Gordon L. Allott           | 1950   | 1955     | Républicain | |
| 34 | Stephen L.R. McNichols     | 1955   | 1957     | Démocrate   | Élu Gouverneur du Colorado 1957-1963. |
| 35 | Frank L. Hays              | 1957   | 1959     | Républicain | |
| 36 | Robert Lee Knous           | 1959   | 1967     | Démocrate   | |
| 37 | Mark Anthony Hogan         | 1967   | 1971     | Démocrate   | |
| 38 | John David Vanderhoof      | 1971   | 1973     | Républicain | Élu Gouverneur du Colorado 1973-1975 à la suite de la démission de John Arthur Love. |
| 39 | Ted L. Strickland          | 1973   | 1975     | Républicain | En tant que président du sénat de l'État, Strickland a occupé le poste de lieutenant-gouverneur à la vacance de John D. Vanderhoof, qui est devenu gouverneur. |
| 40 | George L. Brown            | 1975   | 1979     | Démocrate   | |
| 41 | Nancy E. Dick              | 1979   | 1987     | Démocrate   | |
| 42 | Mike Callihan              | 1987   | 1994     | Démocrate   | |
| 43 | Samuel H. Cassidy          | 1994   | 1995     | Démocrate   | |
| 44 | Gail S. Schoettler         | 1995   | 1999     | Démocrate   | |
| 45 | Joe Rogers                 | 1999   | 2003     | Républicain | |
| 46 | Jane E. Norton             | 2003   | 2007     | Républicain | |
| 47 | Barbara O'Brien            | 2007   | 2011     | Démocrate   | |
| 48 | Joseph A. Garcia           | 2011   | 2016     | Démocrate   | |
| 49 | Donna Lynne                | 2016   | 2019     | Démocrate   | |
| 50 | Dianne Primavera           | 2019   | en cours | Démocrate   | |